# Jerzy Fitelberg
Jerzy Fitelberg, född 20 maj 1903 i Warszawa, död 25 april 1951 i New York, var en polsk kompositör.
Jerzy Fitelberg var son till Grzegorz Fitelberg. Han studerade musik i Moskva och Berlin bland annat för Franz Schreker, samt skötte slaginstrumenten i sin fars orkester. Slagverken kom att bli en central del i hans av Igor Stravinskij influerade verk, bland annat en stråkkvartett och konserter. Fitelberg var från 1933 bosatt i Paris.